# Geranium lucidum

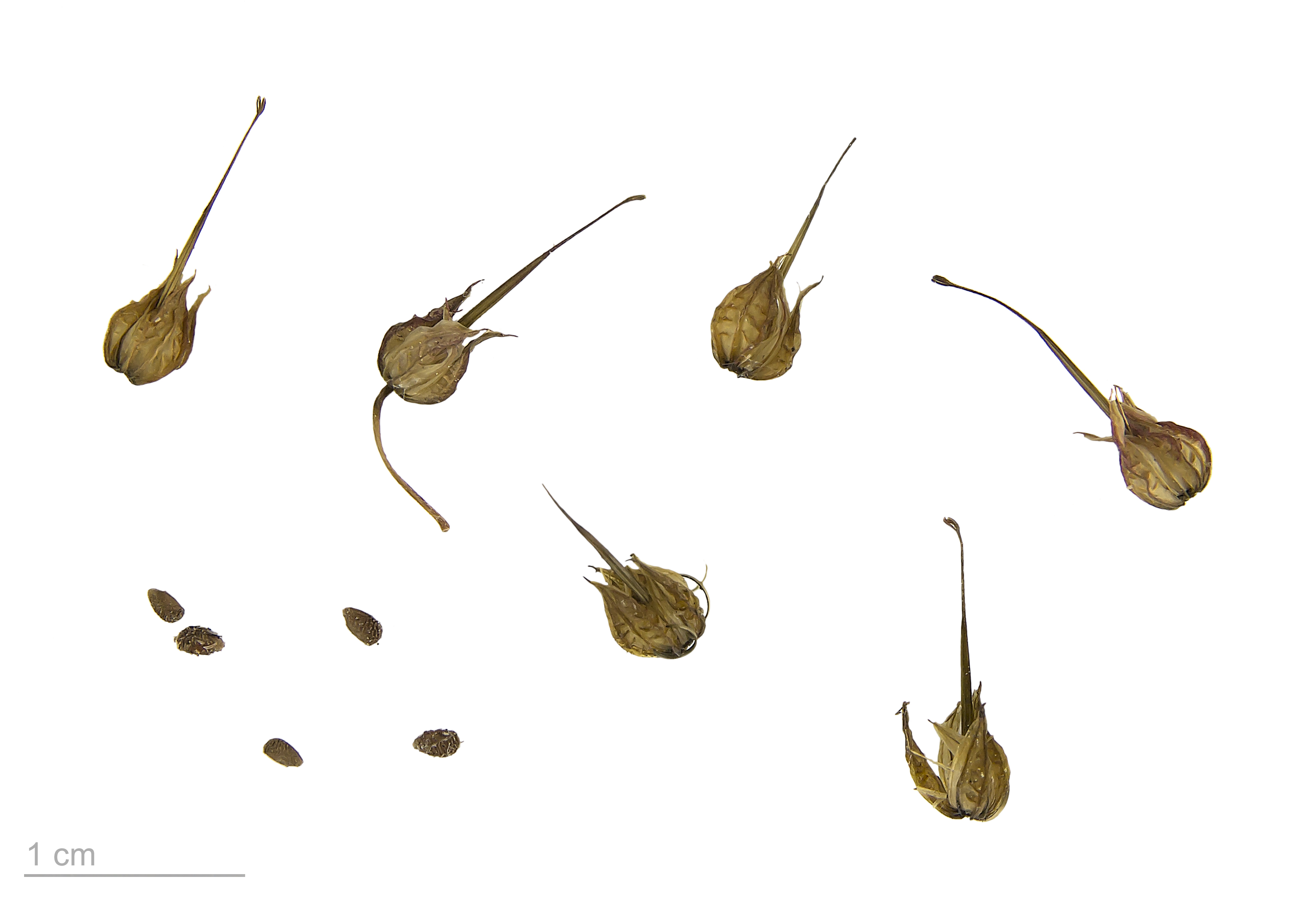
Geranium lucidum - MHNT

Geranium lucidum es una especie perteneciente a la familia de las geraniáceas.

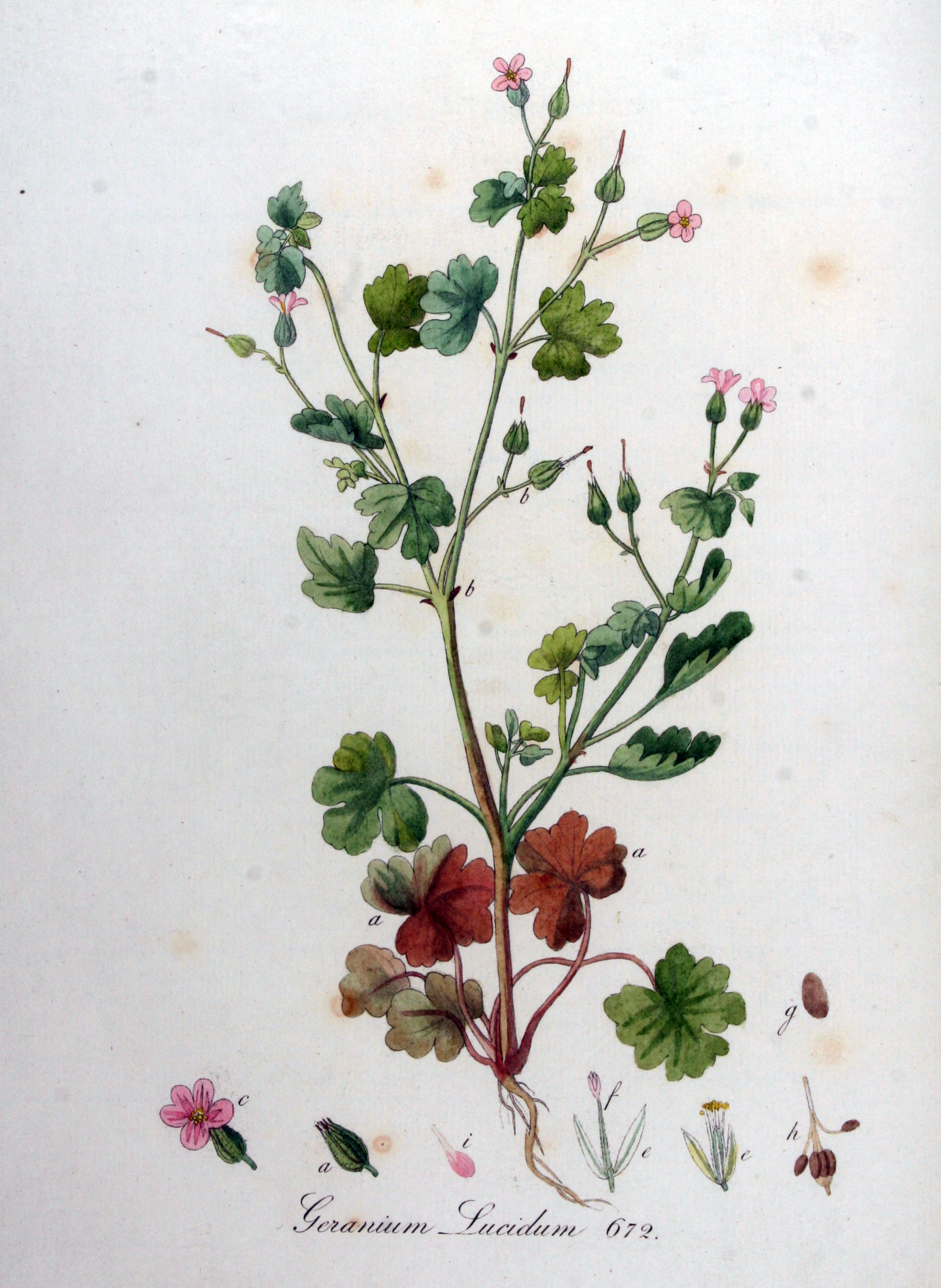
Ilustración

## Descripción
Tallos de 10-30 cm, de largo, tendidos o algo levantados, a veces coloreados de rojo, frágiles, sobre los que crecen hojas de color verde vivo, lustrosas y divididas hasta la mitad de su anchura, o más, en segementos más o menos igual de anchos que de largos y de punta roma y levemente dividida, de perímetro redondeado. Las flores en primavera, tienen 5 pétalos, rosa más o menos intenso, cortamente espatulados, de 7-10 mm de largo y casi lo mismo de ancho, sobre un característico cáliz, en forma de "farolillo" con los ángulos muy marcados.

## Distribución y hábitat
En toda Europa, excepto en el noreste. En la península ibérica en Castilla, León y Andalucía oriental. En setos, rocas umbrosas, en paredes, matorrales y pedregales umbrosos de encinares.

## Taxonomía
Geranium lucidumm fue descrita por Carlos Linneo y publicado en Species Plantarum 2: 682. 1753.
Etimología
Geranium: nombre genérico que deriva del griego:  geranion, que significa "grulla", aludiendo a la apariencia del fruto, que recuerda al pico de esta ave.
lucidum: epíteto latino que significa "brillante, claro".
Sinonimia
- Geranium camaense C.C.Huang
- Geranium columbinum Garsault
- Geranium laevigatum Royle
- Geranium raii Lindl.
- Robertium lucidum Picard[6]